# Wimbledon
Wimbledon (engl. The Championships, Wimbledon) najstariji je i najugledniji turnir u tenisu. Održava se u klubu All England u Wimbledonu u Londonu, krajem lipnja ili početkom srpnja. Treći je po redu Grand Slam turnir u godini poslije Australian Opena i Roland Garrosa. Jedini je Grand Slam turnir koji se igra na travi i traje dva tjedna (zbog kiše se može produžiti). Igraju se muški i ženski mečevi u pojedinačnoj konkurenciji, kao i u parovima i mješovitim parovima (muško-ženski par). Također, igraju se turniri za juniore (u pojedinačnoj i u parovima).
Zbog puno padalina svake godine, organizatori su odlučili podići krov na središnjem igralištu kako ne bi bilo odgađanja mečeva bar tamo. U planu je dizanje krova i na terenu 1 koje prima oko 10 000 gledatelja 2019. godine. Na terenima All England Cluba ukupno postoji 19 travnatih igrališta, a također postoje dva zemljana. Ovaj je turnir star je 140 godina i to ga čini najstarijim na svijetu. Najviše naslova na ovom prestižnom turniru ima švicarac Roger Federer (8). Na turniru se natječu i veterani, ali to je uglavnom iz zabave.
Tradicije Wimbledona uključuju strogo pravilo oblačenja - potpuno bijela odjeća za natjecatelje i kraljevsko pokroviteljstvo. Jagode i šlag tradicionalno se konzumiraju na turniru. U 2017. godini navijači su potrošili 34 tisuće kg (33 tone) engleskih jagoda i 10.000 litara šlaga.
Turnir je također značajan po nepostojanju sponzorskog oglašavanja na terenima, s izuzetkom Rolexa, koji osigurava tehnologiju brojača vremena tijekom utakmica. 

## Povijest
- 1877. - prvi turnir (samo u muškoj konkurenciji)
- 1884. - uvedena i ženska konkurencija, te muški parovi
- 1910. - dozvoljeno sudjelovanje strancima
- 1913. - u program uvršteni ženski i miješani parovi
- 2001. - hrvatski tenisač Goran Ivanišević osvaja turnir
- 2011. - hrvatski tenisač Mate Pavić osvojio juniorski turnir u parovima u paru s Englezom Georgeom Morganom
- 2019. - hrvatski tenisač Ivan Dodig osvojio turnir u mješovitim parovima u paru s Latishom Chan
- 2022. - hrvatski tenisač Mili Poljičak osvojio juniorski turmir